# 最後のレストラン Dante
『最後のレストラン Dante』（さいごのレストラン ダンテ）は、藤栄道彦による日本の「偉人×グルメファンタジー」漫画。Web雑誌『コミックバンチKai』（新潮社）にて2024年5月3日より掲載されている。
前作『最後のレストラン』と同様に歴史上の人物がやってくるレストランを舞台とした漫画作品であるが、本作では料理の代価として歴史上の人物が支払うのは、その人物の「人生」となっている。

## 登場人物

### イタリアンレストランDante
飯屋 明日太郎（めしや あすたろう）
Dante従業員で調理担当。エピソード0にて「著名な料理人の姿を模した」と自称しており、外見は前作『最後のレストラン』のヘブンズドア従業員が見間違えるほど前作主人公でヘブンズドア店主の園場凌に似ている。しかし、性格はまったく異なる。
ミの字からは、「性格が外観に引きずられて似てきている」と指摘されている。
店の2階に住んでおり無給で働いていたが、それに異を唱えて出奔。レストランが営業しないとバイト代をもらえないということで、ねがいに月1万円で雇われる形式となる。
金星 流枝葉（かなぼし るしは）
Dante店主。身長が低く表情が全くない謎の少女。社会常識はまるで無い。
小井 ねがい（こい ねがい）
母親の焼身自殺に巻き込まれる形で顔や腕など、身体に広い範囲で火傷痕を持つ。都二格（）高校1年生（第1話時点）の少女。
火傷痕にコンプレックスがあったが、Danteで皿洗い、掃除、給仕などのアルバイトに雇われたのち、「これからの自分の人生」を対価に明日太郎の料理を食べ、美醜の判断ができなくなって、火傷痕も気にならなくなり、結果、明るい性格になった。もともと顔の造形は美女でもあったため、明るくなったねがいに好感を抱く男子生徒も現れている。なお、外観の美醜の判断は行えないが、人の行動の醜さや、歌や踊りの良さは判断が行える。
後に合唱部へ入部する。
前田 あたり（まえだ あたり）
前作『最後のレストラン』のヘブンズドア従業員。明日太郎、流枝葉からは「ミの字」と呼称される。前作最終話で一旦は離れた天使に度々憑依され、明日太郎たちを監視している。憑依されている間の記憶はないが、Suica残高が減っているため、類推はしているとともに、補填してほしいとも思っている。
岡 留人（おか ると）
ねがいの隣クラスの男子。ねがいにとって「知り合い」（流枝葉の分類「金銭が貸せるなら友達」による）。エクソシスト志望で、イタリアの教皇庁立大学への進学を志望しており、学業成績は優秀。
ねがいと同様にDanteで皿洗い、掃除、給仕などのアルバイトを行う。
ジュリー・ドービニー
1673年、フランス生まれ。現代にやってきた時点で17歳。
「愛を理解していない」と明日太郎に評され、明日太郎の料理を食べても何の効果も表れなかった。一宿一飯の恩義もあって、Danteの用心棒兼従業員に雇われる。
猿潟（さるがた）
出奔した明日太郎に代わって調理をさせられたが、得意ではないとのこと。家のセキュリティ（見張り）などが得意。
マルコ
大柄の筋肉質で、猫のようなマスクをしている。破損した家具などの修理が得意。
自動車を運転して料理のデリバリーなども担当するが、運転免許証を所持しているかは不明。

### 都二格高校
前作の登場人物・有賀千恵も通っている高校（有賀はねがいより上の学年）。
曽良 白音（そら しらね）、御穂枝 カンナ（おぼえだ カンナ）、矢部 直衣（やべ なおい）
ねがいのクラスメイトたち。ねがいを含めて4人で行動することも多い。
飾西 豊（しきさい ゆたか）
ねがいとは同学年だがクラスは異なる。美術部所属。女子生徒たちからはチビデブで付き合いたくない対象と認識されている。
まんが同好会の男子生徒の話では、中学時代に美術に関して「エグい賞を獲った」ことがある。

## ゲスト
ゲストは、いつの間にか黒い招待状を手にしており、その招待状によってDanteに来店することになる。
1巻
- お市の方（来店していることは直接描かれていない。）
- ルイ16世
- マルクス・ユニウス・ブルトゥス
- 中岡慎太郎
- ジュリー・ドービニー

2巻
- ヨシフ・スターリン
- パット・ギャレット
- ハワード・カーター
- ルートヴィヒ・ヴァン・ベートーヴェン
- パブロ・ピカソ

## 書誌情報
- 藤栄道彦『最後のレストラン Dante』新潮社〈BUNCH COMICS〉、既刊2巻（2025年6月9日時点）
  1. 2024年12月9日発売、ISBN 978-4-10-772771-8
  2. 2025年6月9日発売、ISBN 978-4-10-772840-1